# Carpocyon
Carpocyon — викопний рід підродини псових Borophaginae, що родом із Північної Америки. Він жив із середнього до пізнього міоцену, 13.6–5.3 Ma. Чотири види роду відрізнялися за розміром, причому найбільший (C. webbi) був розміром приблизно з вовка; всі мали відносно маленькі зуби, що свідчить про більш всеїдну дієту, ніж в інших борофагінів.

## Види
- Carpocyon compressus (син. Cynodesmus cuspidatus), скам'янілості були знайдені в Неваді, Небрасці, Колорадо та Канзасі[3].
- Carpocyon limosus, скам'янілості були знайдені в Небрасці, Оклахомі та Флориді[4].
- Carpocyon robustus, скам'янілості були знайдені в Арізоні, Каліфорнії, Колорадо, Південній Дакоті та Техасі[5][6].
- Carpocyon webbi, скам'янілості були знайдені в Небрасці та Нью-Мексико[7].